# 中国人民解放军“1997式”军车号牌
中国人民解放军“1997式”军车号牌，简称“97式”军车号牌，为中国人民解放军于1997年8月至2004年11月使用的军用车辆号牌系统，为解放军的第五代军车号牌。

## 样式
「1997式」号牌由字头、字头号、间隔符和序号组成：
- 字头：由天干、地支单位代表军区或军事单位，其中地支只出现“午”（代表空军）及“未”（代表海军）。
- 字头号：由大写英文字母表示
- 间隔符：为一正方形方块
- 序号：为5位阿拉伯数字

“97式”军车号牌首次在号牌上采用不同颜色的字头号，以区分前后号牌，因此前牌和后牌略有差异：前牌字头、字头号、间隔符为红色，其余为黑色；后牌字头为红色，其余为黑色。

## 駐港部隊（ZG）

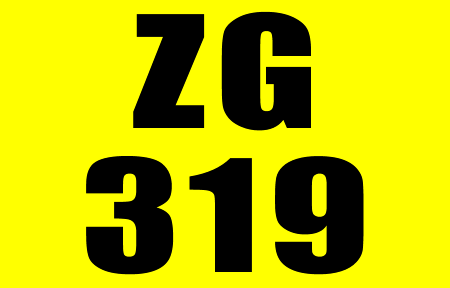
解放軍駐港部隊車牌樣式

駐港解放軍所以使用的ZG車牌，字體及車牌大小參照中國大陸汽車牌號格式，採用西德字體，與香港一般車牌的字體和車牌大小不同；但顏色則按照香港車牌規格，前方白底黑字，後方黃底黑字。而該等車牌不受運輸署管理。「ZG」：中國人民解放軍駐香港部隊車輛，為普通話ZhuGang（駐港）的漢語拼音縮寫。此等號碼不受運輸署管轄，亦非由運輸署發出。根據官方所提供的資料，自香港主權移交解放軍駐守於香港後，一直使用「ZG」車牌至今，發牌前已經與相關的政府部門溝通，惟詳情不便透露。

## 駐澳部隊（ZA）

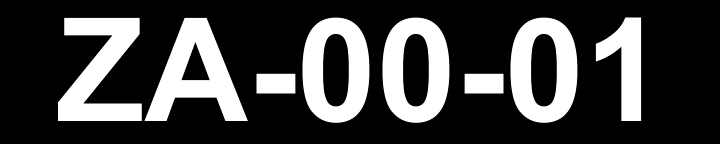
駐澳部隊車輛車牌樣式

由1999年12月20日中午開始，在 中國人民解放軍駐澳門部隊進駐的車輛車輛登記號碼開首字母為「ZA」，為普通話ZhuAo (駐澳) 的漢語拼音縮寫，然後配以「0」字以及3個數字，可以算是民用及商業車輛與政府車輛的特別版本。
駐澳解放軍所以使用的ZA車牌，字體及車牌大小參照中國大陸汽車牌號格式，採用西德字體，與澳門一般車牌的字體和車牌大小不同；但顏色及字元格式則按照澳門車牌規格，顏色黑底白字，字元格式「ZA-nn-nn」（n可為阿拉伯數字0~9）。而該等車牌不受交通事務局管理。